# جرج مورفوگن
جرج مورفوگن (به انگلیسی: George Morfogen) (زاده ۳۰ مارس ۱۹۳۳- درگذشته ۸ مارس ۲۰۱۹) بازیگر آمریکایی است.
از فیلم‌های معروف او می‌توان به بازی در فیلم‌های اونجوری بامزه است، غیرقانونی مال شما و تازه چه خبر دکتر؟ اشاره کرد.